# CS mini
CS mini byla česká televizní stanice určená dětem ve věku od 3 do 12 let. Jejím cílem byla kvalitní zábava, učit děti poznávat okolní svět a nenásilnou formou je vychovávat. Součástí vysílání byly pořady vyráběné ostravskou regionální televizí TV Polar. Jednalo se zpravidla o dvacetidílný pořad Zpívej s námi, dvaapadesátidílný Paci, paci, pacičky, jazykový kurz angličtiny Baby English a další.
Programový obsah je od 30. listopadu 2019 součástí ranního vysílání CS FILM.Tvoří různé pořady pro děti z Česka a Slovenska, pohádky atd.
Provozovatelem kanálu byla Československá filmová společnost s.r.o. provozující mimo jiné také filmové kanály CS film, Horor film, CS History a dokumentární CS Mystery (do 30. listopadu 2019 Kinosvět).

## Historie
Dopolední dětský programový blok na filmovém kanálu CS film s názvem CS film dětem byl spuštěn v prosinci 2007. Jeho vzrůstající obliba vedla k vytvoření samostatného dětského televizního kanálu CS mini, jehož vysílání bylo zahájeno 8. října 2008.

V září 2009 odvysílala stanice nový dvaapadesátidílný pořad jazykového kurzu angličtiny pro děti s názvem Baby English. Pořad byl vyroben ostravskou TV Polar.
V polovině března 2011 prošel kanál grafickou úpravou vyrobenou moravskoslezskou regionální televizí TV Polar, se kterou zahájila Československá filmová společnost s.r.o. spolupráci. Vysíláním nově provázely dvě animované postavičky. Jednalo se o ička pocházející ze slova Mini, uvádějící nové pořady, nabídku prodeje DVD vlastní tvorby a soutěže. Zároveň byly spuštěny nové webové stránky s online archívem pořadů, písniček a hrami pro děti.
Ve stejný měsíc došlo k zavedení programového okna CS mini ve vysílání stanice CS film, ve kterém je vysílán pořad Dobrou noc, děti. Toto večerní dětské pásmo, o délce takřka 30 minut, je vysíláno o půl osmé večer. Provozovatel zvažoval rozšíření vysílání CS mini na celý den, ale vzhledem ke kapacitním možnostem u operátorů od těchto plánů ustoupil. Místo toho rozšířil obsah online služby video on demand. Vysílání kanálu obohatila také hitparáda filmových klipů uváděná jednou týdně na filmovém kanálu CS film a jednou měsíčně na CS mini.
Od nového roku 2012 zahájil provozovatel spolupráci se společností Atmedia Czech v měření sledovanosti.
Provozovatel kanálu, Československá filmová společnost s.r.o., utržila za rok 2012 z vysílání všech svých televizních stanic 35 milionů korun, což bylo o 5 milionů korun méně, než v roce 2010. Většina příjmů pocházela z předplatného, menší část z reklamy. Čistý zisk byl ve výši 4,5 milionů korun.
Začátkem června 2015 přešlo vysílání stanic CS film a CS mini na širokoúhlý formát 16 : 9.
V srpnu 2015 byla ukončena distribuce programu v kompresním formátu MPEG-2 a nově pokračovala v modernějším MPEG-4.
Dne 8. srpna 2015 se na obrazovkách CS mini objevil nový pořad moderovaný komikem a bavičem Václavem Upírem Krejčím. Televize tento pořad vysílala každé úterý a čtvrtek v 8:00 hodin a postupně odvysílala všech 60 dílů.

## TV pořady
- Animáčky
- Animátor
- Baby English
- Botička
- Brouk Pytlík a kočka Linda
- Budulínek Mandelinka
- Byl jednou jeden král
- Císařův pekař - Pekařův císař
- CS mini doporučuje
- Čtyřlístek
- Daliborka
- Dařbuján a Pandrhola
- Dětský svět
- Dráťáci
- Duhový koberec
- Ferda v cizích službách
- Flíček
- František Nebojsa
- Hádanky a kaštánky
- Hloupá žába
- Honzíkova cesta
- Hrátky s čertem
- Hugo a Bobo
- Hurvínkův deníček
- Indiánská princezna
- Já Baryk
- Jablíčková pohádka
- Jak šlo vejce na vandr
- Kapříkova dobrodružství
- Kaštanka
- Kocour Vavřinec
- Kocour Vavřinec a jeho přátelé
- Kocourek Mňouk
- Krakonoš a fousatá Dontovka
- Krakonoš a ovčák
- Krakonoš a pytlák
- Krakonoš a švec
- Královna vodních skřítků
- Králův dar
- Kubula a Kuba Kubikula
- Kuřata na cestách
- Labakan
- Lískulka
- Mach a Šebestová
- Majdalénka v říši skla
- Malá vařečka
- Malujeme pohádku
- Malý Bobeš
- Merlin, klaun a já
- Miniparáda
- Modrý pondělek
- Mokrá pohádka
- Neviděli jste Bobíka?
- Nezbedníci
- Nezkreslená věda 2
- Obušku, z pytle ven!
- O bílé princezně
- O kocourovi Mikešovi
- O líném Honzovi
- O medvědu Ondřejovi
- O modrém autíčku
- O sobecké žárovce Hedvice
- Otýlie a 1580 kaněk
- Pa paráda
- Paci, paci, pacičky
- Pat a Mat na venkově
- Pekařův císař - Císařův pekař
- Pepek námořník
- Pes na stopě
- Pohádka o Honzovi
- Pojďte pane, budeme si hrát
- Povídání o pejskovi a kočičce
- Pražské pověsti
- Princezna se zlatou hvězdou
- Přijela k nám pouť
- Punťa a čtyřlístek
- Přírodopis v cylindru
- Pyšná princezna
- Spejblův nočníček
- Staré pověsti
- Staré pověsti české
- Strážce majáku
- Svatba prasátek
- Šedá pohádka
- Škola kouzel
- Školička pro nejmenší
- Tisíc a jedna noc
- Táto, sežeň štěně
- Toulavé telátko
- Tři zlaté vlasy děda Vševěda
- Uzel na kapesníku
- Veselé pohádky
- Z pekla štěstí
- Z pekla štěstí 2
- Zahradníkův rok
- Zvířátka
- Zuzanka se učí psát

## Dostupnost

### Satelitní vysílání
| Družice                | Frekvence (GHz), SR, FEC | Platforma             | Kódování                             | Vysílací čas (SEČ) | Poznámka                                         |
| ---------------------- | ------------------------ | --------------------- | ------------------------------------ | ------------------ | ------------------------------------------------ |
| Belintersat 1 (51.5°E) | 11.350/H, 45000, 5/6     | Pantelio              | Panaccess                            | 06:00 - 12:00      | Distribuce pro slovenské kabelové televize (DTC) |
| Astra 3B (23.5°E)      | 11.934/V, 27500, 3/4     | Skylink               | Cryptoworks, Irdeto 2, Viaccess 5.0  | 06:00 - 12:00      | Hlavní distribuční signál                        |
| Eutelsat 16A (16°E)    | 11.055/V, 27500, 4/5     | Antik Sat             | Conax                                | 06:00 - 12:00      | [ 12 ]                                           |
| Thor 6 (0.8°W)         | 11.727/V, 28000, 7/8     | Freesat by UPC Direct | Cryptoworks, Irdeto 2, Nagravision 3 | 06:00 - 12:00      | [ 12 ]                                           |

### Kabelová televize
Níže je uveden seznam kabelových sítí, ve kterých byl dříve nabízen program CS mini.

#### Česko
- Nej.cz
- UPC Česká republika

### IPTV
Níže je uveden seznam IPTV operátorů, ve kterých byl dříve program CS mini.

#### Česko
- Itself
- Sitel

#### Slovensko
- Magio TV